# Time for Metal
Time For Metal ist ein seit 2010 bestehendes deutschsprachiges Online-Magazin, das vom Verein Time For Metal e. V. betrieben wird, um „auf die Musikform des Heavy Metals als Teil unserer Kultur aufmerksam zu machen“. Vorstandsvorsitzende, Chefredakteure und Gründungsmitglieder sind René Wolters und Kai Rath. Stellvertretender Chefredakteur ist Kay Ledderer. Daneben schreiben etwa 30 weitere Redakteurinnen und Redakteure für die Webseite. Alle Beteiligten arbeiten ehrenamtlich. Sitz des Vereins war bis 2023 Willich. Anfang 2023 entschied man sich dazu, den Verwaltungssitz und somit auch den Sitz des Vereins nach Korschenbroich umzuziehen.

## Inhalt
Das Magazin berichtet über Neuigkeiten aus dem Metal-Bereich, beispielsweise zu Album- oder Videoerscheinungen, Konzerten und Festivals. Auf der Seite finden sich außerdem Interviews mit Bandmitgliedern und anderen interessanten Personen der Metal-Szene, Reviews und Verlosungen. Daneben gibt es die regelmäßigen Kolumnen „Zeitreise. Klassiker von damals neu gehört“ und „Records You Could Have Missed“ (dt. „Alben, die du verpasst haben könntest“).
Im Jahr 2022 hat das Magazin zusätzlich einen Release-Kalender veröffentlicht, der seither gepflegt wird und auf aktuelle Veröffentlichungen hinweist. Der seit 2023 aktive Festivalguide ist ein wichtiger Bestandteil des Magazins geworden. Hier weist das Magazin auf Festivals in Deutschland, Österreich und der Schweiz hin und verweist auch auf große internationale Festivals wie dem Hellfest in Frankreich, dem Graspop Metal Meeting in Belgien oder der Heavy-Metal-Kreuzfahrt 70000 Tons of Metal.
Neben dem Magazin betreibt der Time For Metal e.V. den wöchentlichen Podcast Leise War Gestern, der auf den gängigen Podcast-Plattformen gratis verfügbar ist.